# Frödinge kyrka

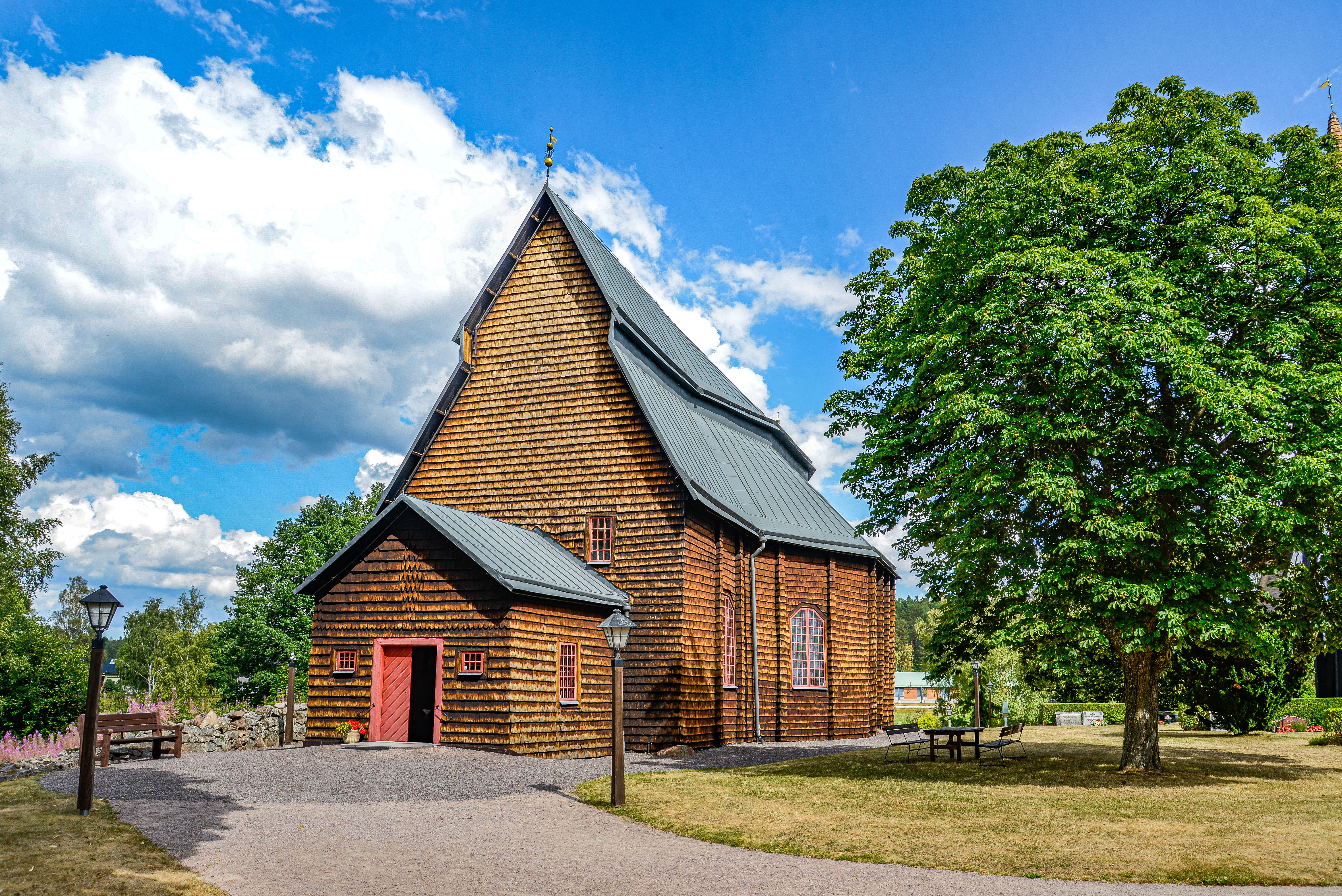
Frödinge kyrkas exteriör.

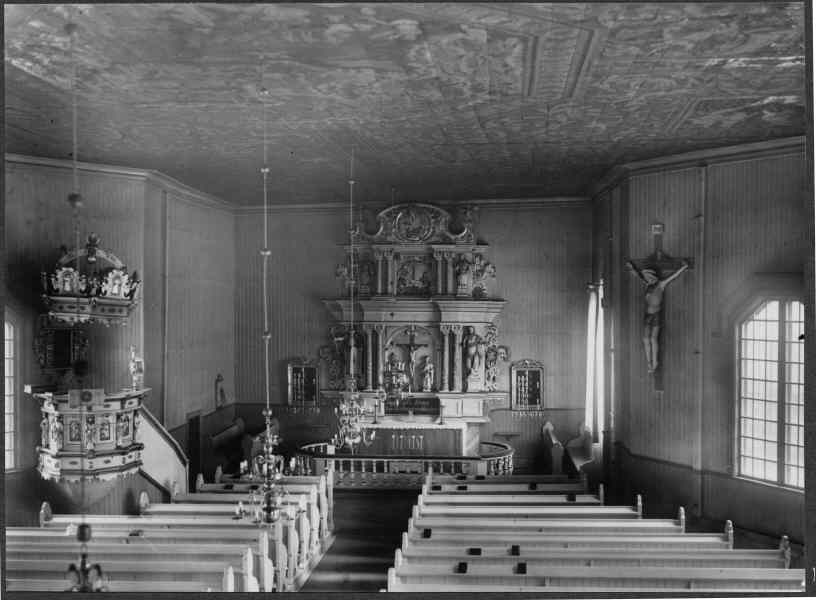
Interiören förr (1900-talet).

Frödinge kyrka är en kyrkobyggnad i Frödinge, Vimmerby kommun i Småland. Den ligger 1 mil öster om Vimmerby.

## Historik
Frödinge kyrka är uppförd i timmer, klädd med träspån,  i enskeppig form, 1744. Byggmästaren kom från Jönköpings län, målaren från Kronobergs län och bildhuggaren från Kalmar län. Kyrkan har ett åttkantigt utbuktande mittparti. Taket är prytt med målningar, vilka är samtida med kyrkan. Den nuvarande kyrkan ersatte en tidigare medeltida träkyrka, som drabbats av svårartad röta.
Kvar från den gamla kyrkan är sakristian i sten. I stället för torn finns en klockstapel.

## Inventarier
- Triumfkrucifix från medeltiden
- Predikstol från 1626, inköpt från Sankta Gertruds kyrka, Västervik.
- Mässhake från 1695 med broderi av Helena Larsdotter, Eksjö.
- Altaruppsats från 1744.

## Orgel
- 1769 flyttas en orgel hit från Vimmerby kyrka. Orgeln är byggd av Johan Åhrman år 1710 och har 10 stämmor. Wahlberg reparerade den.[1]
- 1859 bygger Johan Gabriel Dahlstedt, Ökna, en mekanisk 12 eller 11-stämmig orgel med en manual och pedal.
- 1955/1954 bygger Nils Hammarberg, Göteborg, en mekanisk 16-stämmig orgel med två manualer och pedal. Fasaden är från 1859 års orgel.

Disposition:
| Huvudverk I    | Svällverk II | Pedal         | Koppel |  |
| Principal 8'   | Rörflöjt 8'  | Subbas 16'    | II/I   |  |
| Gedackt 8'     | Principal 4' | Oktava 8'     | I/P    |  |
| Octava 4'      | Flöjt 4'     | Nachthorn 4'  | II/P   |  |
| Träflöjt 4'    | Svegel 2'    | Blockflöjt 2' |        |  |
| Oktava 2'      | Scharf 2 ch. |               |        |  |
| Mixtur III ch. | Dulcian 8'   |               |        |  |

## Kyrkans interiör den 28 juli 2016

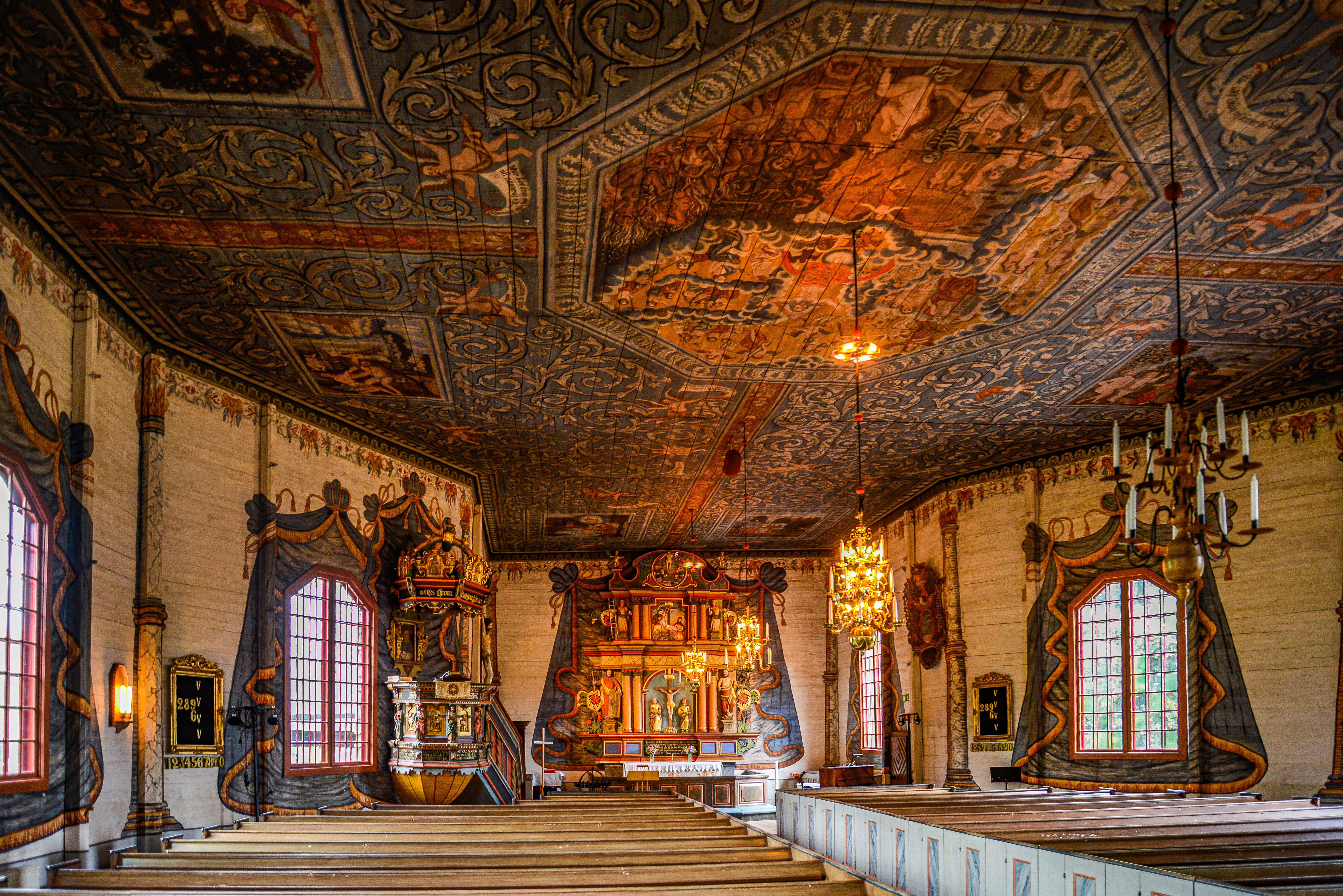
Kyrkorummet mot altaret.
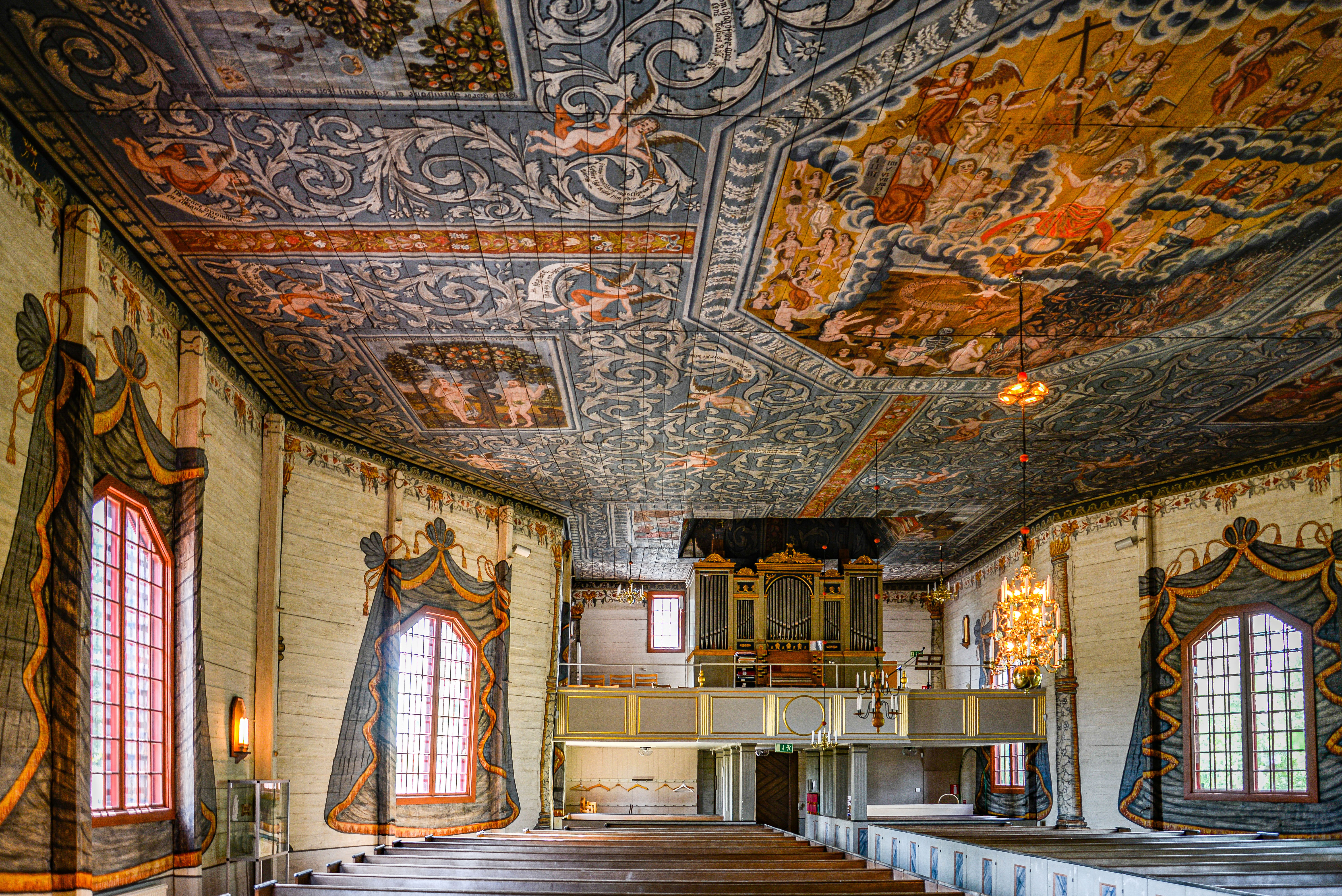
Kyrkorummet mot orgeln.
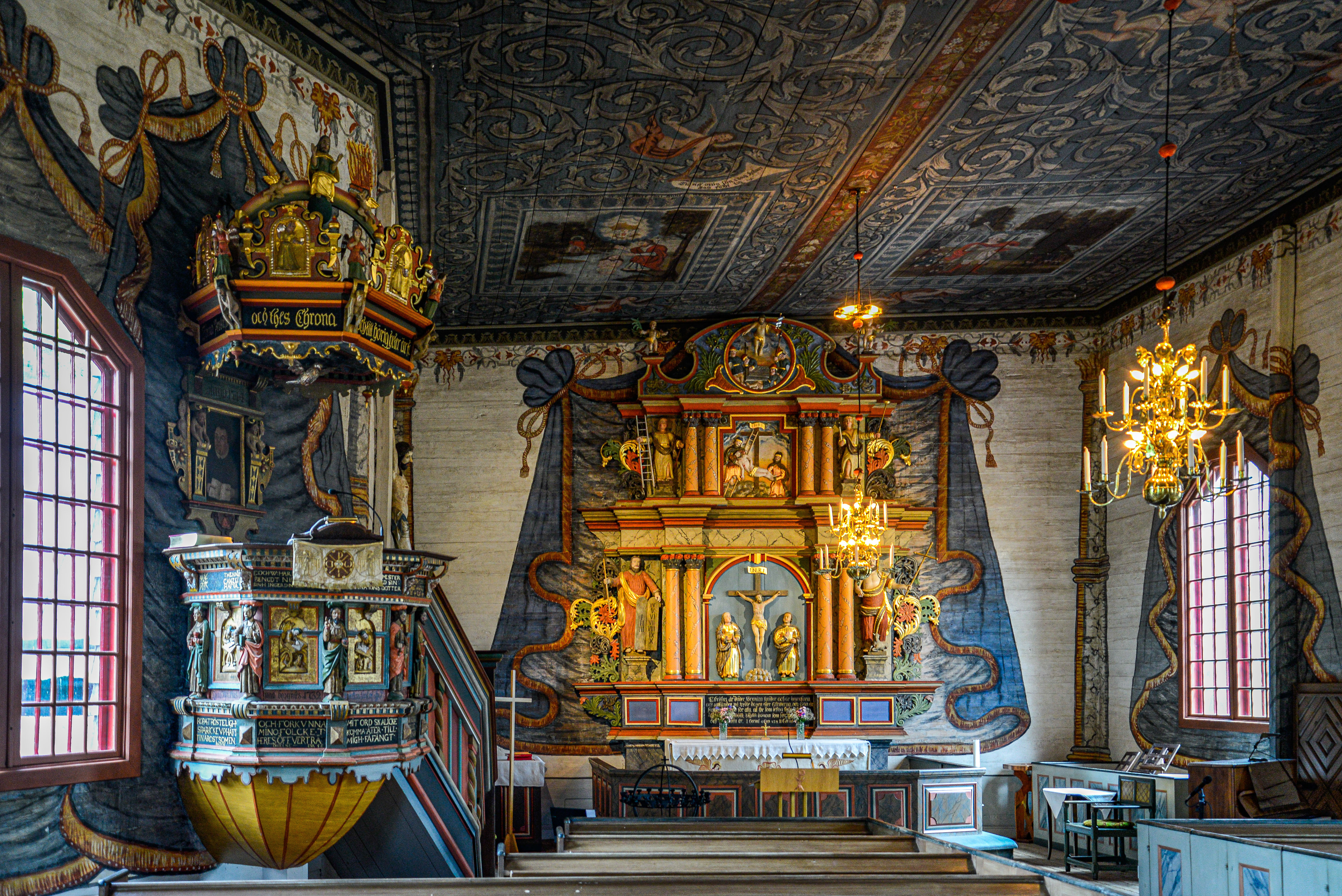
Altartavlan och predikstolen.
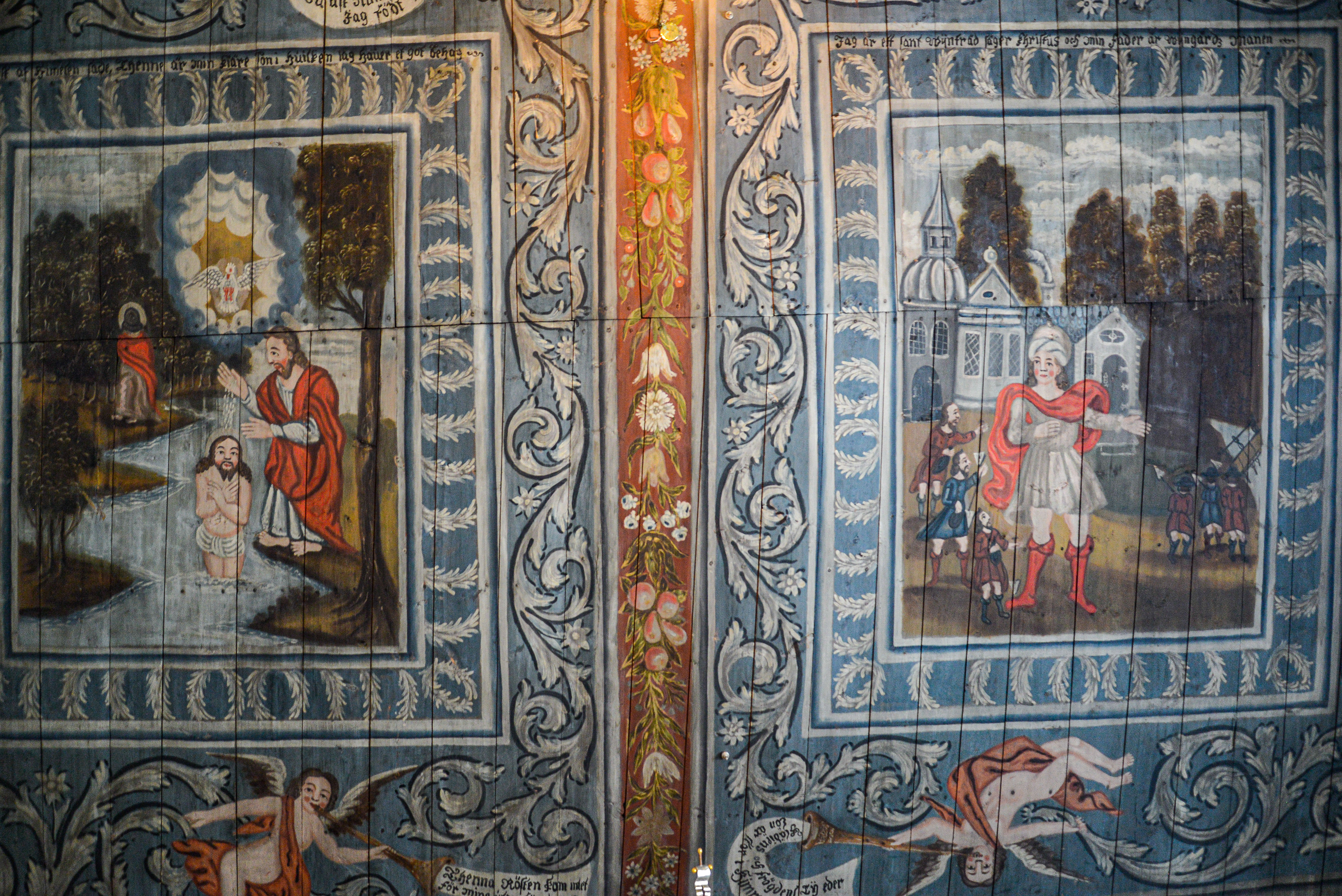
Del av takmålningarna.